# Psychoda
Psychoda är ett släkte av tvåvingar som beskrevs av Pierre André Latreille 1796. Psychoda ingår i familjen fjärilsmyggor.

## Bildgalleri

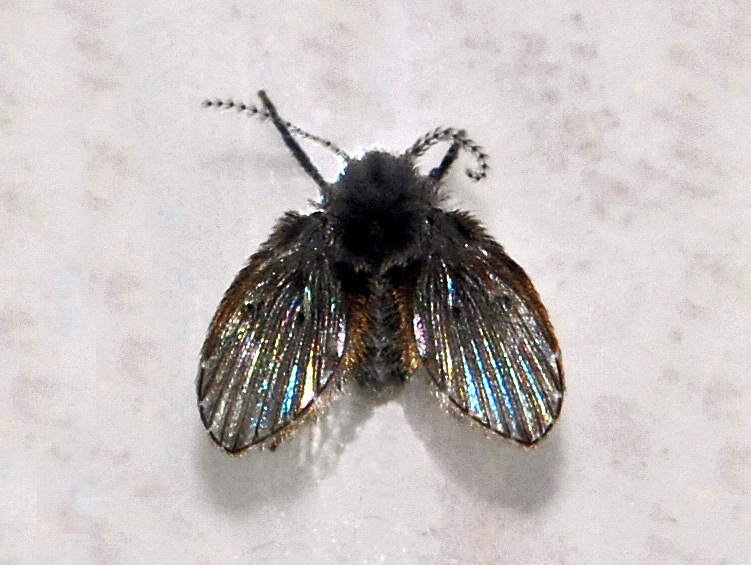

## Dottertaxa tillPsychoda, i alfabetisk ordning[1][2]
- Psychoda ablucens
- Psychoda absidata
- Psychoda acanthostyla
- Psychoda aculeata
- Psychoda acuta
- Psychoda acutilamina
- Psychoda acutipennis
- Psychoda aderces
- Psychoda adumbrata
- Psychoda adunca
- Psychoda adyscheres
- Psychoda aitkeni
- Psychoda alabangensis
- Psychoda albescens
- Psychoda albida
- Psychoda albidonigra
- Psychoda albipennis
- Psychoda albopicta
- Psychoda alia
- Psychoda allodapa
- Psychoda alternata
- Psychoda alternicula
- Psychoda alticola
- Psychoda alveata
- Psychoda amazonensis
- Psychoda amphorica
- Psychoda angustipennis
- Psychoda angustisternata
- Psychoda annectans
- Psychoda antennalis
- Psychoda apennata
- Psychoda apicalis
- Psychoda aponensos
- Psychoda apparitia
- Psychoda arcuata
- Psychoda armillariphila
- Psychoda articaula
- Psychoda articuliga
- Psychoda atraseta
- Psychoda balaenica
- Psychoda barbigera
- Psychoda bicordata
- Psychoda bidigitalis
- Psychoda bilobata
- Psychoda biretinaculata
- Psychoda bisacula
- Psychoda bitrunculens
- Psychoda blandita
- Psychoda boettgeri
- Psychoda bogotensis
- Psychoda bojata
- Psychoda brachyptera
- Psychoda brassi
- Psychoda brevicerca
- Psychoda brevicornis
- Psychoda bulbosa
- Psychoda buxoides
- Psychoda buxtoni
- Psychoda byblis
- Psychoda calva
- Psychoda campbellica
- Psychoda canalis
- Psychoda canlaones
- Psychoda capitipenis
- Psychoda caudata
- Psychoda celebris
- Psychoda cetreta
- Psychoda cinerea
- Psychoda cochlearia
- Psychoda collina
- Psychoda concinna
- Psychoda congruens
- Psychoda consobrina
- Psychoda contortula
- Psychoda cordiforma
- Psychoda crassipennis
- Psychoda crenula
- Psychoda cristata
- Psychoda cristula
- Psychoda cylindrica
- Psychoda dantilandensis
- Psychoda debilis
- Psychoda degenera
- Psychoda delicata
- Psychoda dennesi
- Psychoda dentata
- Psychoda despicata
- Psychoda deviata
- Psychoda dewulfi
- Psychoda disacca
- Psychoda dissidens
- Psychoda divaricata
- Psychoda dolomitica
- Psychoda domestica
- Psychoda duaspica
- Psychoda dubia
- Psychoda duplilamnata
- Psychoda eburna
- Psychoda echinata
- Psychoda elegans
- Psychoda entolopha
- Psychoda eremita
- Psychoda erminea
- Psychoda erratilis
- Psychoda esakii
- Psychoda exigua
- Psychoda exilis
- Psychoda fasciata
- Psychoda felina
- Psychoda filipenis
- Psychoda fimbriatissima
- Psychoda flagellata
- Psychoda flava
- Psychoda flexichela
- Psychoda flexistyla
- Psychoda floropsis
- Psychoda floscula
- Psychoda formosa
- Psychoda formosana
- Psychoda formosiensis
- Psychoda frivola
- Psychoda fucastra
- Psychoda fucosa
- Psychoda fulvohirta
- Psychoda fungicola
- Psychoda furcillata
- Psychoda fusticola
- Psychoda gehrkeae
- Psychoda gemella
- Psychoda gemina
- Psychoda geniculata
- Psychoda gilvipes
- Psychoda gracicaulis
- Psychoda gracilipenis
- Psychoda gressitti
- Psychoda grisescens
- Psychoda guamensis
- Psychoda guianica
- Psychoda hamatospicula
- Psychoda harrisi
- Psychoda hastata
- Psychoda helotes
- Psychoda hemicorcula
- Psychoda hespersa
- Psychoda hyalinata
- Psychoda imounctata
- Psychoda inaequalis
- Psychoda incompta
- Psychoda indica
- Psychoda innotabilis
- Psychoda inornata
- Psychoda itoco
- Psychoda jezeki
- Psychoda jucunda
- Psychoda juliae
- Psychoda kalabanica
- Psychoda kea
- Psychoda lamina
- Psychoda laticaula
- Psychoda laticeps
- Psychoda latipennis
- Psychoda latisternata
- Psychoda lebanica
- Psychoda limicola
- Psychoda litotes
- Psychoda lloydi
- Psychoda lobata
- Psychoda longifringa
- Psychoda longiseta
- Psychoda longivirga
- Psychoda lucubrans
- Psychoda lusca
- Psychoda lutea
- Psychoda luzonica
- Psychoda macispina
- Psychoda maculipennis
- Psychoda maculosa
- Psychoda magna
- Psychoda magnipalpus
- Psychoda makati
- Psychoda malayica
- Psychoda malleola
- Psychoda malleopenis
- Psychoda martini
- Psychoda mastierrensis
- Psychoda maxima
- Psychoda mediocris
- Psychoda megale
- Psychoda meyi
- Psychoda mimica
- Psychoda minuta
- Psychoda minutissima
- Psychoda mirabilis
- Psychoda miyatakei
- Psychoda modesta
- Psychoda moleva
- Psychoda montana
- Psychoda monticola
- Psychoda moravica
- Psychoda morogorica
- Psychoda motoharui
- Psychoda mundula
- Psychoda musae
- Psychoda muscicola
- Psychoda mycophila
- Psychoda neoformosana
- Psychoda nigripennis
- Psychoda nigriventris
- Psychoda nolana
- Psychoda notata
- Psychoda notatipennis
- Psychoda novaezealandica
- Psychoda nugatrix
- Psychoda nya
- Psychoda obeliske
- Psychoda obscuripennis
- Psychoda occulta
- Psychoda ocellata
- Psychoda ochra
- Psychoda oculifera
- Psychoda orbicularis
- Psychoda orientalis
- Psychoda pacilens
- Psychoda pala
- Psychoda pallens
- Psychoda paraderces
- Psychoda paraguadens
- Psychoda paraloba
- Psychoda parsivena
- Psychoda parthenogenetica
- Psychoda pellucida
- Psychoda penicillata
- Psychoda perlonga
- Psychoda phalaenoides
- Psychoda phalanga
- Psychoda phratra
- Psychoda pinguicula
- Psychoda pitilla
- Psychoda plaesia
- Psychoda platalea
- Psychoda platilobata
- Psychoda plumbea
- Psychoda plumosa
- Psychoda plutea
- Psychoda pontina
- Psychoda prolarta
- Psychoda pseudalternata
- Psychoda pseudobrevicornis
- Psychoda pseudocompar
- Psychoda pseudomaxima
- Psychoda pseudominuta
- Psychoda psilotes
- Psychoda puertoricana
- Psychoda pulchrima
- Psychoda pulla
- Psychoda punctaella
- Psychoda pusilla
- Psychoda quadrata
- Psychoda quadricornis
- Psychoda quadrifilis
- Psychoda quadrilosa
- Psychoda quadropsis
- Psychoda quasisetigera
- Psychoda quatei
- Psychoda quiniversa
- Psychoda reducta
- Psychoda reevesi
- Psychoda remata
- Psychoda rhinocera
- Psychoda rhipsalis
- Psychoda rhis
- Psychoda rosetta
- Psychoda rujumensis
- Psychoda saites
- Psychoda salicornia
- Psychoda sanfilippoi
- Psychoda sarcophila
- Psychoda satchelli
- Psychoda savaiensis
- Psychoda savaiiensis
- Psychoda scotina
- Psychoda scuticopenis
- Psychoda sectiga
- Psychoda selangoriana
- Psychoda semberica
- Psychoda septempunctata
- Psychoda serpentina
- Psychoda serraorobonsis
- Psychoda serrata
- Psychoda setigera
- Psychoda setistyla
- Psychoda sibilica
- Psychoda sigma
- Psychoda simillima
- Psychoda simplex
- Psychoda sinuosa
- Psychoda solangensis
- Psychoda solitaria
- Psychoda solivaga
- Psychoda spectabilis
- Psychoda sphelata
- Psychoda spicula
- Psychoda spinacia
- Psychoda spinipelata
- Psychoda spondea
- Psychoda squamata
- Psychoda squamipleuris
- Psychoda squamulata
- Psychoda stenostypis
- Psychoda subinflata
- Psychoda subpennata
- Psychoda subquadrilobata
- Psychoda surcoufi
- Psychoda symmetrica
- Psychoda talamanca
- Psychoda tenella
- Psychoda terlinoculata
- Psychoda terskolina
- Psychoda thrinax
- Psychoda tiencensis
- Psychoda torquata
- Psychoda tothastica
- Psychoda transversa
- Psychoda triaciculata
- Psychoda tridens
- Psychoda tridentata
- Psychoda trifida
- Psychoda trilobata
- Psychoda trinodulosa
- Psychoda truncata
- Psychoda trunculens
- Psychoda tumorosa
- Psychoda turgida
- Psychoda umbracola
- Psychoda umbractica
- Psychoda uncinula
- Psychoda undulata
- Psychoda uniformata
- Psychoda unioculata
- Psychoda usitata
- Psychoda vagabunda
- Psychoda vaillanti
- Psychoda vanga
- Psychoda varablanca
- Psychoda wattsi
- Psychoda velita
- Psychoda venusta
- Psychoda vesca
- Psychoda williamsi
- Psychoda villosa
- Psychoda wilsoni
- Psychoda wirthi
- Psychoda vittata
- Psychoda yapensis
- Psychoda ypsylon
- Psychoda zetoscotia
- Psychoda zigzagensis
- Psychoda zonata